# 仕林河
仕林河是马来西亚霹雳州慕亚林县下辖的一个城镇和华人新村，也是县内人口第二多的城镇。其北面是地罗叻（Trolak），东面为乌鲁仕林（Ulu Slim），南面是美冷，西面则是马登巴冷县比兆垦殖区（FELDA Besout）。仕林河的名称来自于当地的一条河流仕林河，而在被殖民以前开埠时期则称为“宋坡”（Sempa）。

## 交通

### 公路
仕林河可通过南北大道北段高速公路的仕林河交通枢纽出入口抵达，在南北大道竣工之前马来西亚联邦1号公路便是仕林河的主干道路。

### 城际轨道

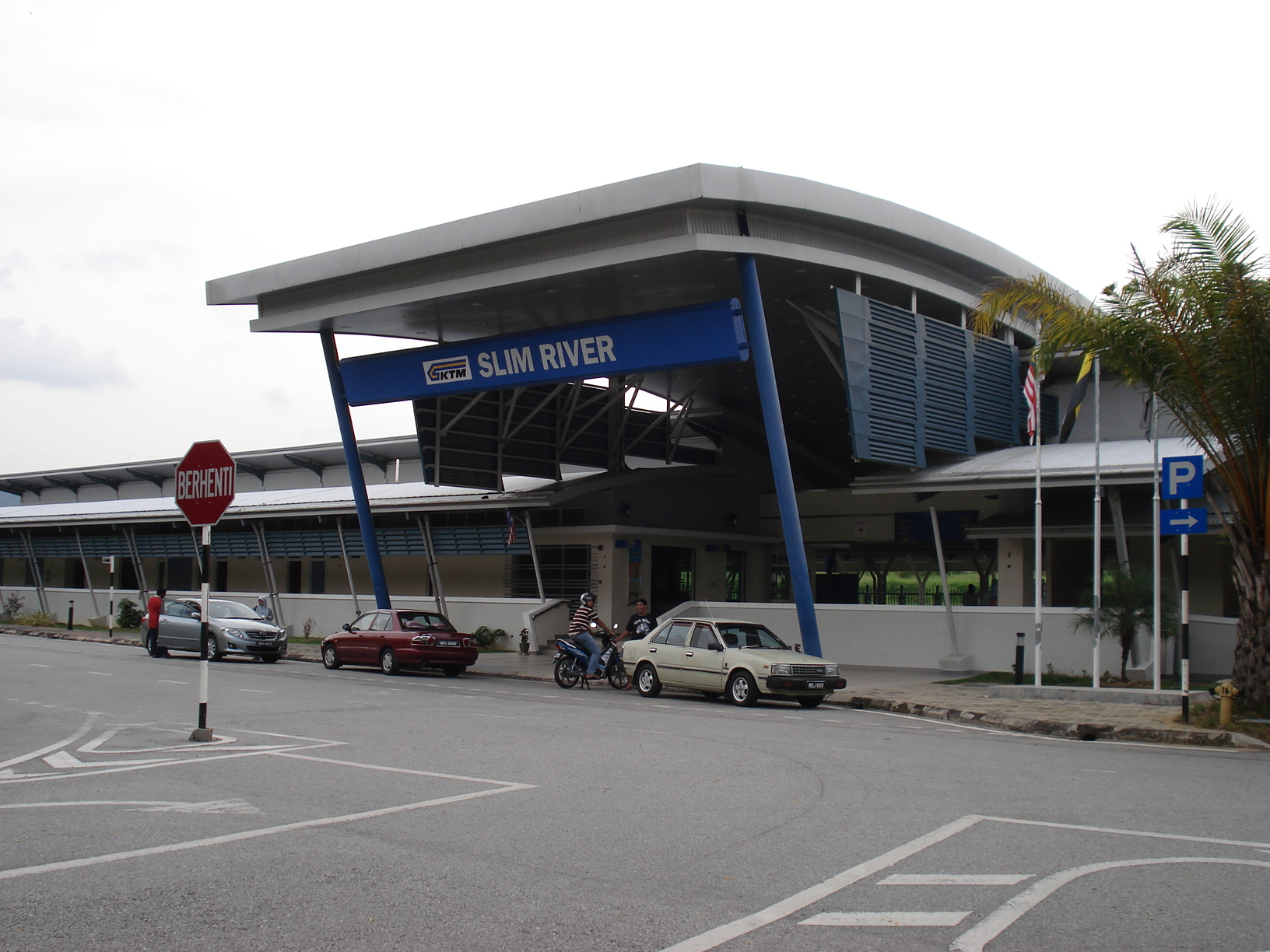
仕林河站

马来亚铁道电动列车服务下的西海岸铁路线在仕林河设有一座仕林河站。该站也属于巴东勿刹至吉隆坡中央车站（及金马士站）电动列车线路的车站。

## 政治
仕林河属于丹绒马林国会议席，该议席在马来西亚下议院的代表为来自希望联盟人民公正党的郑立慷。
同时，仕林河属于仕林州议席，该议席在霹雳州议会的代表为来自国民联盟伊党的莫哈末祖法里。